# Торфяное (железнодорожная станция, Новгородская область)
Торфяное — Опустевшая железнодорожная станция (населенный пункт) в Чудовском районе Новгородской области в составе Успенского сельского поселения у железнодорожной линии московского направления Санкт-Петербургского отделения Октябрьской железной дороги.

## География
Находится в северной части Новгородской области на расстоянии приблизительно 9 км на северо-запад по прямой от вокзала станции Чудово. В пределах населенного пункта находится сама железнодорожная станция Торфяное.

## История
На карте 1937 года уже была обозначена.

## Население
Численность населения: не была учтено как в 2002 году, так и в 2010.